# Буранов, Георгий Фёдорович
Георгий Фёдорович Буранов (16 января 1950) — советский биатлонист, двукратный чемпион мира (1970,1971), чемпион СССР и победитель Кубка СССР (1970) среди юниоров, участник Предолимпийской недели (1971) в Саппоро, бронзовый призёр чемпионата СССР в эстафете (1973). Мастер спорта СССР международного класса.

## Биография
Выступал за спортивное общество «Зенит» и город Ижевск, на республиканских соревнованиях представлял клуб «Машзавод»/«Ижпланета».
В 1966 году выиграл первенство РСФСР по биатлону среди юношей в гонке на 10 км, бронзовый призёр первенства РСФСР по биатлону среди юношей в эстафете 3х5 км. В этом же году выиграл первенство СССР по биатлону среди юношей в эстафете 3х5 км, завоевал бронзу на первенстве СССР по биатлону среди юношей в гонке на 10 км.
В январе 1968 года стал двукратным победителем зимней Спартакиады Удмуртской АССР среди взрослых в индивидуальной гонке (20 км) и эстафете.
В 1969 году стал победителем международных соревнований «Праздник Севера» на 15 км (Мурманск)
В 1970 году стал обладателем Кубка СССР в гонке на 15 км в латвийском Цесисе, а в эстафете участвовал по взрослым в составе сборной Удмуртии и завоевал бронзовые медали Кубка СССР в эстафете 4х7,5 км.
В феврале 1970 г. победил на первенстве Эстонской ССР в гонке на 20км
19 февраля 1970 года одержал победу в индивидуальной гонке (15 км) и стал бронзовым призёром в эстафете 3х7,5 км на чемпионате мира среди юниоров в Эстерсунде. 
На следующем юниорском чемпионате, в 1971 году в финском Хямеэнлинна, одержал победу в эстафете в составе сборной СССР вместе с Александром Богдановым и Яном Чаурсом.
В 1970 году одержал победу в индивидуальной гонке (15 км) на первенстве СССР среди юниоров, Стал победителем Кубка Дружбы социалистических стран в эстафете 3×7,5 км (Брашов, Румыния). В декабре 1970 года стал победителем вторых соревнований «Ижевская винтовка» среди юниоров в индивидуальной гонке на 15 км и бронзовым призёром в эстафете 4х7,5 км,
В январе 1971 года победил на международных соревнованиях в Кавголово в индивидуальной гонке и эстафете среди юниоров.
Участник Предолимпийской недели (1971г) в Саппоро (Япония). В составе интернациональной команды (ГДР, СССР, Япония) в эстафете 4×7,5 км занял 5 место и показал 2 результат среди всех участников;
Победитель матча СССР-Норвегия (1971) в эстафете 3×7,5км (Осло, Норвегия). В 1972 году стал победителем открытого Первенства Италии на 20 км и серебряным призёром в эстафете 4×7,5 км (г. Асьяго, Итальянские Альпы). На Кубке СССР в 1972 году в Южно Сахалинске занял 5 место в гонке на 20 км.
На чемпионате СССР 1973 года завоевал бронзовые медали в эстафете в составе сборной общества «Зенит».
В декабре 1973 года выиграл бронзу в индивидуальной гонке на всесоюзных соревнованиях на приз «Олимпия». Участвовал в чемпионате СССР 1974 года, проходившем в рамках зимней Спартакиады народов СССР, в эстафете в составе третьей сборной РСФСР занял пятое место. В декабре 1975 года стал вторым в эстафете на соревнованиях «Ижевская винтовка» в составе сборной Удмуртии.
С 1968 по 1976г. двенадцать раз побеждал на различных дистанциях чемпионатов и первенствах Удмуртии. 
В 1976 году окончил машиностроительный факультет Ижевского механического института.
В 1976 году завершил спортивную карьеру. Живёт в Воткинском районе Удмуртии. В 2014 году был факелоносцем в эстафете олимпийского огня в Удмуртии, стал почётным гостем зимней Олимпиады в Сочи.